# Nieuw-Scheemda
Nieuw-Scheemda, vroeger Scheemderhamrik (Gronings: Scheemterhammerk of Nij Scheemte) is een dorp in de gemeente Oldambt in de Nederlandse provincie Groningen. Het ligt ten noorden van Scheemda en Scheemderzwaag, in het noorden van de gemeente en in het hart van het klei-Oldambt. Het telt volgens gegevens van het CBS 345 inwoners (2023). Nieuw-Scheemda en 't Waar (met 95 inwoners) vormen een tweelingdorp.

## Geschiedenis
Het huidige Nieuw-Scheemda is ontstaan aan het einde van de zestiende eeuw als een dijkdorp. De naam is ontleend aan de weidegronden van Scheemda, die in de vijftiende eeuw door de Dollard zijn overstroomd en verdronken. De nieuwe nederzetting was aanvankelijk nauw verbonden met het moederdorp, dat aan de overkant van de Dollard lag. Pas door de bedijking van Oud Nieuwland in 1626 kwamen beide dorpen weer tegen elkaar aan te liggen.
De landerijen van Schemder hammerick worden voor het eerst vermeld in 1542, wanneer een kade wordt aangelegd om de vruchtbare kwelders te beschermen tegen overstromingen door het water van de Dollard. Deze kadedijk liep vermoedelijk via de Oudedijk, de voormalige Hooilaan en de Rechtewal naar 't Waar, waar hij verder ging over de voormalige oeverwal van de Munter Ae in de richting van Nieuwolda. De weg door 't Waar heette vroeger Aeweg; het achterland bestond aanvankelijk uit moerasland (vledder of dellen). Deze oudste kadedijk werd in 1574 uitgebouwd tot een volwaardige zeedijk, waarbij tevens nieuwe kwelders werden ingepolderd. Het nieuwe dijktracé volgde de Hamrikkerweg door het huidige dorp. Bij een daaropvolgende bedijking in 1597 werden ook de landerijen ten oosten van het dorp beschermd door het leggen van een zeedijk langs het (later gegraven) Termunterzijldiep. De nieuwe polders hadden aanvankelijk een eigen afwateringskanaal, samen met Noord- en Zuidbroek. Een afwateringssluis of zijl bij Schemderhamrick wordt genoemd in 1585. De Scheemderhamrikker molen in de Molenhorn wordt vermeld in 1602, maar deze bestond vermoedelijk al langer.
Sinds het begin van de 17e eeuw had het dorp een eigen school. Pas in 1659 werd Nieuw-Scheemda losgemaakt van Scheemda en kreeg het dorp een eigen predikant, twee jaar was de eigen kerk gereed. Beide dorpen bleven wel tot de Franse tijd één kerkelijk kiescollege houden.. Ook vormden ze samen één onderdeel van het Termunter Zijlvest.
Het dorp was goed bereikbaar via het Termunterzijldiep (1601), met een haventje aan de Kerkwijk, en het Buiten Nieuwediep of Ol Daipke (1665), dat een directe verbinding naatr Groningen bood. Het dorpsgebied wordt aan de noordkant begrensd door het Ringmaar (vroeger Grootmaar genoemd) en het Hondshalstermaar; het veengebied aan de noordkant van dit kanaal stond bekend als Lange Zwaag of Grote Zwaag en viel tot de 19e eeuw onder het kerspel Scheemda. Andere afwateringskanalen zijn Oude Watering, Hamrikkerwatering (recent), Verbindingskanaal en Zijwende (langs de Oudlandse weg), vroeger ook Nieuwe Watering, Rechte Watering en Lutjemaar. Op het grondgebied van Nieuw-Scheemda ontstonden de waterschappen Zuidbulsterpolder (1792, gedeeltelijk), De Dellen (1793, gedeeltelijk), Westerschemolenpolder (1798), Walstermolenkolonie (1802), Gerewegstermolenkolonie (1830, gedeeltelijk), Hopmans Molen (1851), Mellema- of Tichelwerkspolder (1917) en Barlagenpolder (c. 1930). De taken van deze molens zijn overgenomen door de motorgemalen De Dellen, Roode Til, De Waarhoek, Tichelwaark en Zuidbulten.
Het kerspel Nieuw-Scheemda bestond in de 18e en 19e eeuw uit vier buurtschappen, die ieder een buurtgilde hadden en een eigen kerkenpad onderhielden: Westeind (met het Westerse gilde), Kerkhorn, Molenhorn en 't Waar. Bij de Kerkhorn kwam in 1728 ook het buurtje Diepswal, dat waren de boerderijen langs het Termunterzijldiep die eerder onder Scheemda vielen. Het westelijke deel van 't Waar met de Molenhorn en de Worsthorn (de bocht in de Hoofdweg) werd vroeger tot Nieuw-Scheemda gerekend. In het Westeind lag verder het streekje Boneschans, vermoedelijk een restant van een militaire versterking uit de Tachtigjarige Oorlog. De Kerkwijk was aanvankelijk niet bebouwd, totdat hier in 1853 een nieuwe korenmolen verrees. Het arbeidersbuurttje Katerlaan dateert van rond 1900. Tussen Nieuw-Scheemda en 't Waar ontstond verder in 1877 de buurtschap Lutje Muntendam, nadat vijf grondwerkers uit Muntendam die het Buiten Nieuwe Diep hadden uitgebaggerd hier van hun verdiensten gezamenlijk een perceel grond kochten.
Bij het dorp stond aanvankelijk een deftig buitenhuis of borg van drost Mello Coenders, gebouwd in 1595. In 1708 wordt de borgh voor het laatst vermeld, daarna maakte het gebouw plaats voor een boerderij met singels en grachten. De boerderij is rond 1900 afgebrand, het terrein daarna geëgaliseerd. In 't Waar bouwde vóór 1680 de familie Geertsema een herenhuis aan het Zijldiep dat omstreeks 1775 werd gesloopt. Het borgterrein is omstreeks 1976 geëgaliseerd; de grachten van het park zijn nog te zien in de Barlagenpolder. Leden van deze familie speelden tot 1795 een belangrijke rol in het dorpsbestuur.
De eerste doopsgezinde vermaning was een schuilkerkje aan het Buiten Nieuwediep, gebouwd in omstreeks 1705. In 1840 werd een kerkgebouw gesticht, dat omstreeks 1921 afgebroken (Hamrikkerweg 57). De hervormde evangelisatie 'Eltheto' uit 1910 sloot in 1947 zijn deuren; het gebouw deed dienst als autogarage en werd in 2017 gesloopt (Hamrikkerweg 39).
Nieuw-Scheemda lag sinds 1910 aan de spoorlijn Zuidbroek - Delfzijl van de Noordoosterlocaalspoorweg-Maatschappij (NOLS). Het reizigersvervoer werd in 1934 opgeheven en de stopplaats Nieuw Scheemda-'t Waar kwam dus te vervallen. Vijf jaar later is de spoorlijn opgebroken.
Nieuw-Scheemda en 't Waar hadden in de eerste helft van de 20e eeuw meer dan 1000 inwoners, maar het bevolkingsaantal is sindsdien sterk teruggelopen. De Openbare Basisschool 'Meester Sportel' sloot in 2012 zijn deuren, nadat de openbare school te 't Waar al in 1934 was opgeheven.

## Monumenten
De hervormde kerk van Nieuw-Scheemda uit 1661 is een rechtgesloten zaalkerk met schilddak en een zekantige dakruiter. Het orgel uit 1698 is het enige bewaarde voorbeeld uit een serie van vijftig en geldt als het kleinste Arp Schnitger-orgel ter wereld. Het werd in 1802 door Heinrich Hermann Freytag verbouwd. De Hervormde Gemeente fuseerde in 1982 met die van Eexta (Scheemda). Het gebouw werd overgedragen aan de Stichting Oude Groninger Kerken, die het orgel in 1988 liet restaureren door Bernhardt Edskes.
Rond van Nieuw-Scheemda zijn drie poldermolens te vinden. Het gaat om twee grote poldermolens, namelijk de Westerse Molen en De Dellen. De laatste molen werd in 1985/86 verplaatst naar het Termunterzijldiep. Naast deze laatste molen kreeg een nieuw gebouwde tjasker plek. De beide stoomgemalen zijn omstreeks 1975 afgebroken.
De boerderij Hamrikkerweg 34 dateert uit 1838.

## Geboren in Nieuw-Scheemda
- Wiert J. Eelssema (1902-1970), schrijver en journalist
- Johan Geertsema (1693-1758), burgemeester van Groningen
- Jaap Klok (1893-1984), politicus en burgemeester van het Bildt
- Jur Mellema (1923-2017), landbouwer, lid Tweede Kamer en fractievoorzitter CHU, voorzitter productschap
- Sieto Mellema (1920-2012), burgemeester van Stedum, ruiter en parcoursbouwer
- Lodewijk Hendrik Siertsema (1786-1840), burgemeester van Midwolda
- Phoebus Hitzerus Themmen (1757-1830), arts en dichter

## Trivia
In Nieuw-Scheemda bevond zich tot september 2018 het Swieneparradies, een bezoekerscentrum met een overzicht van alles wat met varkens te maken heeft, nu gevestigd in Haren (Gn). Het biedt de gelegenheid aan kunstenaars om inspiratie op te doen. Het centrum organiseert met enige regelmaat exposities van de resultaten.